# Bertrand Delanoë
Bertrand Delanoë /bɛʁ'tʁɑ̃ dəlanɔ'e/ (Tunisi, 30 maggio 1950) è un politico francese, membro del Partito Socialista. Ha ricoperto la carica di sindaco di Parigi dal 25 marzo 2001 al 5 aprile 2014.

## Biografia

### Primi anni
Nato a Tunisi il 30 maggio 1950 da genitori francesi, Auguste e Yvonne, lui geometra, lei infermiera, ha una nonna italiana, originaria di Livorno. Cresce a Biserta, e in seguito si trasferisce con la famiglia a Rodez (Aveyron), nel Sud-ovest della Francia. Diplomato agli studi superiori d'economia. Ha esercitato la professione di consulente nella comunicazione. Fa parte della Massoneria

### Esordi in politica
S'iscrive giovanissimo al Parti Socialiste (PS) rifondato nel 1971 da François Mitterrand, e nel 1973 è eletto segretario della Federazione socialista dell'Aveyron. Si trasferisce quindi a Parigi e nel 1977 è eletto consigliere comunale di Parigi. Rieletto al consiglio comunale alle successive elezioni del 1983, 1989, 1985, 2001 e 2008.

### Mandati nazionali e locali
Vicino a Lionel Jospin, primo segretario del PS dal 1981 al 1988. Portavoce del partito dal 1981 al 1983 e responsabile della comunicazione dal 1983 al 1985, è eletto deputato all'Assemblée Nationale nel 1981 e nel 1986. Non è rieletto alle elezioni del 1988. Dal marzo 1993 al marzo 2001 è capogruppo del PS in consiglio comunale. In tale veste, è il capofila dell'opposizione ai sindaci Jacques Chirac prima e Jean Tiberi poi. Contro quest'ultimo sarà candidato a sindaco di Parigi nel 1995, ma sarà battuto.
È eletto senatore di Parigi nel 1995. Benché né la normativa elettorale in vigore a quell'epoca né la disciplina di partito prevedano alcuna incompatibilità fra i due mandati, preferisce dimettersi nel 2001, per dedicarsi a tempo pieno al mandato di sindaco. Dal 1995 è anche membro della segreteria del PS.

### Sindaco di Parigi
È eletto sindaco di Parigi il 18 marzo 2001. Riesce a battere il centrodestra che, pur raggiungendo complessivamente il 50,37%, non ottiene la maggioranza in consiglio comunale a causa delle divisioni al suo interno. Al candidato espresso dal RPR (Raggruppamento per la Repubblica), l'ex presidente dell'Assemblée Nationale Philippe Séguin, è mancato il sostegno convinto del suo stesso partito e dell'allora presidente della Repubblica Jacques Chirac. La presenza di una lista autonoma di centrodestra capeggiata dal sindaco uscente Jean Tiberi, all'epoca in rotta con il RPR, ha fatto il resto.
Si ricandida sindaco alle elezioni amministrative del 2008, preannunciando che non si ripresenterà alle elezioni del 2014. È rieletto sindaco, battendo la candidata ufficiale dell'UMP, l'ex ministro Françoise de Panafieu. Al primo turno, il 9 marzo 2008, le liste che sostengono Delanoë hanno il 41,6% dei voti, e al secondo turno il 16 marzo raggiungono il 57,7%. Nel nuovo Consiglio comunale, il PS e gli alleati (radicali di sinistra e chevenementisti) hanno la maggioranza assoluta. Ha concluso il suo mandato il 5 aprile 2014 ed è stato nominato sindaco onorario dal prefetto di Parigi. Gli è subentrata Anne Hidalgo, eletta il 30 marzo.

### Ilcoming out
Nel 1999, nel corso di una trasmissione televisiva, è il secondo politico francese a fare coming out, ossia a rivelare la propria omosessualità. Il primo è stato agli inizi degli anni novanta l'ex ministro André Labarrère (1928-2006), anch'egli socialista e a lungo sindaco di Pau.
Il 5 ottobre 2002, nel corso della prima Nuit Blanche è aggredito con un pugnale da un islamista algerino mosso da motivazioni omofobe, riportando una grave ferita che lo ha costretto a una prolungata degenza.
Tuttavia, della vita di Delanoë si sa pochissimo. È un grande lavoratore, si alza alle prime luci dell'alba, guida un'automobile elettrica ed è il primo ad arrivare all'Hotel de Ville, sede del municipio di Parigi. Ha rinunciato a occupare l'appartamento riservato al sindaco (mille metri quadrati di superficie), per riconvertirlo in asilo per i figli dei dipendenti comunali.
Delanoë è stato amico della cantante franco-italo-egiziana Dalida, da sempre icona gay. Nella primavera del 2007, su espresso desiderio del sindaco di Parigi, a ricordo del ventennale della morte dell'artista è stata organizzata all'Hôtel de Ville una mostra con abiti di scena e altri cimeli.

### La candidatura a primo segretario del PS nel 2008
In vista del congresso di Reims del PS il 14,15 e 16 novembre 2008 che deve decidere il successore del segretario François Hollande, dimissionario, Delanoë presenta una propria mozione, giunta seconda nella votazione preliminare tra gli iscritti con circa il 25% dei voti; la mozione più votata risulta essere quella di Ségolène Royal, col 29%, mentre quella di Martine Aubry ottiene poco meno del 25% e quella di Benoît Hamon circa il 19%.
Durante il congresso, tra i quattro candidati alla segreteria si svolgono delle trattative serrate. Soprattutto tra Delanoë e Aubry, le cui due mozioni presentano maggiori affinità. In mancanza di un accordo, Delanoë decide di ritirare la propria candidatura. Il congresso di Reims si chiude senza una maggioranza qualificata, e la scelta del segretario è affidata a una nuova votazione degli iscritti, tenutasi qualche giorno dopo. Delanoë dà quindi indicazione di votare in favore di Martine Aubry, che è eletta dopo un serratissimo ballottaggio contro Ségolène Royal.
Poiché prima del congresso Delanoë era considerato come il favorito alla carica di segretario, l'esito delle votazioni tra gli iscritti lo fanno ritenere come il principale sconfitto.

## La politica del traffico
Nel Consiglio comunale eletto nel 2001, il Partito Socialista non gode della maggioranza assoluta. Per questo Delanoë, ha costantemente bisogno dei voti degli alleati verdi e comunisti. Di qui la politica spiccatamente ambientalista del Comune di Parigi. Uno dei primi atti del nuovo sindaco, infatti, è stato quello di realizzare alcune corsie protette da destinare agli autobus. Nel dicembre 2006 ha inaugurato la prima linea tranviaria all'interno del territorio comunale, a sessant'anni dall'abolizione dei tram (anche se in realtà si tratta in un progetto ereditato dall'amministrazione Tiberi). Tutto questo ha comportato l'apertura di un numero enorme di cantieri, provocando uno sconvolgimento del traffico già piuttosto convulso di Parigi, con la conseguente ira degli automobilisti parigini.
Il 15 luglio 2007 è inaugurato Vélib', un servizio a disposizione dei cittadini che permette di noleggiare delle biciclette distribuite in vari punti della città (un'idea importata da Lione).

## Paris-plage
Un'altra iniziativa di stampo ecologista di Delanoë è Paris-Plage, ossia riempire nei mesi estivi di sabbia le banchine che costeggiano alcuni tratti della Senna, dando ai parigini la possibilità di andare a prendervi il sole. Ha istituito anche le Nuits Blanches, che sono state importate a Roma dal sindaco Walter Veltroni.

## Le critiche
L'opposizione di centrodestra al sindaco è piuttosto blanda. Finché è stato presidente della Repubblica, Jacques Chirac ha intrattenuto dei rapporti addirittura cordiali con il suo successore. Ma Delanoë non è sempre sostenuto dalla stampa. I media parigini hanno incominciato a criticarlo apertamente, soprattutto da quando nel 2005 la candidatura di Parigi per le Olimpiadi del 2012 è stata bocciata in favore di quella di Londra.
È autore di due libri: Pour l'honneur de Paris (1999) e l'autobiografia La vie, passionnément (2004). La vicenda della sua elezione a sindaco è stata raccontata in modo caustico da Pascale Sauvage in Delanoë en son royaume. Nel 2004 è uscita la sua prima biografia: Qui c'est ce garçon?, scritta da Philippe Martinat. Ma nel 2006 è stato pubblicato un caustico pamphlet di Sophie Coignard, con il titolo Le Marchand de sable (il mercante di sabbia), piuttosto duro nei riguardi del sindaco di Parigi pur senza arrivare a eccessi.